# Jūni Taisen
Jūni Taisen (十二大戦 jūni taisen?) (conocido en inglés como Juni Taisen: Zodiac War) es una novela ligera creada por Nishio Ishin e ilustrado por Hikaru Nakamura. Fue publicado por Shueisha el 19 de mayo de 2015. Es una precuela de su manga one-shot titulado Dōshitemo Kanaetai Tatta Hitotsu no Negai to Wari to Sō demo Nai 99 no Negai (どうしても叶えたいたったひとつの願いと割とそうでもない99の願い, lit. "Es absolutamente imposible para mí desear solo un deseo y 99 no son suficientes"), publicado el 8 de enero de 2015. La novela está licenciada por VIZ Media, que publicó una traducción al inglés en octubre de 2017. Una adaptación de anime producida por Graphinica se emitió del 3 de octubre al 19 de diciembre de 2017.

## Sinopsis
En una ciudad de medio millón de personas que han sido removidas, doce de los guerreros mercenarios más mortíferos con los nombres y atributos de los animales del zodiaco chino se enfrentan entre sí en el duodécimo Torneo del Zodiaco (Jūni Taisen), que tiene lugar cada doce años. Durante esta versión, se le pide a cada guerrero que trague una de las doce gemas venenosas, que matarán a cada uno de los guerreros después de doce horas. Para recibir un deseo de su elección, el ganador debe recuperar todas las gemas de los otros once competidores antes de la fecha límite (media noche del 12 de diciembre). Se convierte en una batalla despiadada donde la supervivencia es crucial a través de cualquier medio.